# Envenenamento por arsênico
O envenenamento por arsênico é uma condição médica que ocorre devido a níveis elevados  de arsênico no corpo. Se o envenenamento por arsênico ocorre durante um breve período de tempo, os sintomas podem incluir vômitos, dor abdominal, encefalopatia, e diarreia aquosa  contendo sangue. Exposições prolongadas podem resultar em espessamento da pele, escurecimento da pele, dor abdominal, diarreia, doenças cardíacas, dormência e câncer.
A razão mais comum para a exposição prolongada é a ingestão de água contaminada. Águas subterrâneas na maioria das vezes ficam contaminadas naturalmente; no entanto, a contaminação também pode ocorrer em decorrência da mineração ou da agricultura. Ela pode ocorrer também no solo e no ar. Os níveis recomendados na água são inferiores a 10-50 µg/L (10–50 partes por bilhão). Outras fontes de exposição incluem áreas de estocagem de resíduos tóxicos e medicamentos tradicionais. A maioria dos casos de envenenamento é acidental. O arsênico atua alterando o funcionamento de cerca de 200 enzimas. O diagnóstico é realizado por exames de urina, sangue ou do cabelo.
A prevenção se faz pelo uso de água que não contenha níveis elevados de arsênico. Isto pode ser conseguido através do uso de filtros especiais ou pelo aproveitamento da água da chuva. Não existem fortes evidências de tratamentos específicos para envenenamento por longos períodos de exposição. Para intoxicações agudas, é importante o tratamento da desidratação. O Ácido dimercaptossuccínico (DMSA) ou o dimercaptopropano sulfonato (DMPS) pode ser usado, enquanto 2,3-dimercapropanol (BAL) não é recomendado. A hemodiálise é também uma alternativa de tratamento.
Através da água potável, mais de 200 milhões de pessoas em todo o mundo estão expostas a níveis de arsênico acima dos níveis seguros. As áreas mais afetadas são Bangladesh e Bengala Ocidental. A exposição também é mais comum na população de baixa renda e nas minorias. O envenenamento agudo é incomum. A toxicidade do arsênico foi descrita já em 1500 a.C. no Papiro Ebers.